# أوريول باتن
أوريول باتن (2 مارس 1918- 2 يونيو 2015) هي رسامة نباتية من جنوب إفريقيا ولدت في بيترماريتسبورج وتوفيت في شرق لندن.

## حياتها
حصلت أوريول على درجة البكالوريوس وعلى درجة الدكتوراه في علم النبات من جامعة ناتال في بيترماريتزبرج، ودرست الفن في كلية ديربان التقنية ثم استقرت في شرق لندن بعد زواجها. بدأت في رسم الزهور البرية وشاركت مع ابنة عمها هيرتا بوكلمان في رسم الزهور البرية في مقاطعة كيب الشرقية عام 1966 والزهور البرية في تسيتسيكاما عام 1967 ورسمت جميع الرسوم التوضيحية لكتابها (زهور جنوب أفريقيا) عام 1986، كما تبرعت بالنسخ الأصلية للحكومة ليتم الإحتفاظ بها في المعهد الوطني للنباتات في بريتوريا.
حصلت على الميدالية الذهبية من الجمعية البستانية الملكية لرسومها التوضيحية في (زهور جنوب إفريقيا) ودكتوراه فخرية من جامعة رودس، كما تم تسمية النباتات على شرفها باسم Lachenalia aurioliae، وAlbuca Batteniana وPolycarena Batteniana وDiascia Batteniana.